# Имонт
Имонт (англ. Eamont) — река в Великобритании. Протекает на северо-западе Англии в графстве Камбрия.

## Географические сведения
Имонт берёт начало из озера Алсуотер в национальном парке Озёрный край, течёт в северо-восточном направлении, сливаясь с притоком Дакр Бек, текущим с запада. К юго-востоку от города Пенрит соединяется с рекой Лоутер, которая несёт свои воды из водохранилищ Уэт-Следдейл и Хосуотер на север. В трёх милях к востоку от города Пенрит впадает в реку Иден, являясь одним из крупнейших её притоков.